# Sant Andreu de Ministrol
Sant Andreu de Ministrol era una cel·la monàstica del terme comunal de Casafabre, a la comarca del Rosselló, a la Catalunya Nord.
Estava situada en el veïnat de Ministrol, a l'extrem de ponent del terme, a prop i a sota, al sud-oest, de Casafabre.

## Història
El 981 el rei Lotari confirmava la possessió de Casafabre al monestir de Sant Genís de Fontanes, el qual hi va establir una cel·la monàstica amb dues esglésies (cella S. Martini et S, Andreae in loco quem dicunt Catafabricae), la de Sant Martí de Casafabre i la de Sant Andreu de Ministrol, ara desapareguda. Entre 1159 i 1181, però, el papa Alexandre III donava aquesta jurisdicció a Sant Martí de Canigó.
En l'actualitat aquesta església està del tot desapareguda.